# Nagybecskerek község
Nagybecskerek község (szerbül Општина Зрењанин / Opština Zrenjanin) közigazgatási egység (járás) Szerbiában, a Vajdaságban, a Bánságban, a Közép-bánsági körzetben. Területe 1324 km². A székhelye Nagybecskerek. A 2002-es adatok szerint a községnek 132 051 lakosa van, a természetes szaporulat értéke pedig -4,9‰. A községben 32 általános és 8 középiskola található.

## Települések
A községben 22 település található, Nagybecskerek városa és 21 falu. 
| \| Magyar- csernye Nagykikinda Törökbecse község Ó. Bégaszentgyörgy község To- ron- tál- szé- csány Zsablya község Titel község Ú. Antalfalva község India község Ópáva község Ópazova Pa. NAGYBECSKEREK Melence Jankahíd Tiszatarrós Magyarszentmihály Elemér Begafő Lázárföld Aradi Ernőháza Muzslya Zsigmondfalva Écska Botos Lukácsfalva Óécska Tamáslaka Nagyerzsébetlak Orlód Perlasz Farkasd Rezsőháza Csenta \| \| térkép szerkesztése \| |                     |                     |                 |
| Magyar név | Szerb név (cirill)  | Szerb név (latin)   | Népesség (2011) |
| Aradi | Арадац              | Aradac              | 3335            |
| Begafő | Клек                | Klek                | 2706            |
| Bótos | Ботош               | Botoš               | 1860            |
| Csenta | Чента               | Čenta               | 3050            |
| Elemér | Елемир              | Elemir              | 4338            |
| Ernőháza | Банатски Деспотовац | Banatski Despotovac | 1291            |
| Écska | Ечка                | Ečka                | 3999            |
| Farkasd | Фаркаждин           | Farkaždin           | 1179            |
| Jankahíd | Јанков Мост         | Jankov Most         | 530             |
| Lázárföld | Лазарево            | Lazarevo            | 2877            |
| Lukácsfalva | Лукино Село         | Lukino Selo         | 498             |
| Magyarszentmihály | Михајлово           | Mihajlovo           | 948             |
| Melence | Меленци             | Melenci             | 5982            |
| Nagybecskerek | Зрењанин            | Zrenjanin           | 76511           |
| Nagyerzsébetlak | Бело Блато          | Belo Blato          | 1342            |
| Orlód | Орловат             | Orlovat             | 1516            |
| Óécska | Стајићево           | Stajićevo           | 1941            |
| Perlasz | Перлез              | Perlez              | 3383            |
| Rezsőháza | Книћанин            | Knićanin            | 1753            |
| Tamáslaka | Томашевац           | Tomaševac           | 1510            |
| Tiszatarrós | Тараш               | Taraš               | 1009            |
| Zsigmondfalva | Лукићево            | Lukićevo            | 1804            |
| Magyar- csernye Nagykikinda Törökbecse község Ó. Bégaszentgyörgy község To- ron- tál- szé- csány Zsablya község Titel község Ú. Antalfalva község India község Ópáva község Ópazova Pa. NAGYBECSKEREK Melence Jankahíd Tiszatarrós Magyarszentmihály Elemér Begafő Lázárföld Aradi Ernőháza Muzslya Zsigmondfalva Écska Botos Lukácsfalva Óécska Tamáslaka Nagyerzsébetlak Orlód Perlasz Farkasd Rezsőháza Csenta                                 |                     |                     |                 |
| térkép szerkesztése |                     |                     |                 |

## Népesség
A 2002-es népszámlálás szerint.

### Etnikai összetétel
- szerbek: 74,81%
- magyarok: 10,76%
- jugoszlávok: 1,93%
- románok: 1,90%
- cigányok: 1,87%
- szlovákok: 1,81%
- horvátok stb.

#### Települések szerint
- Szerb többségű települések: Bégafő, Bótos, Csenta, Elemér, Ernőháza, Écska, Farkasd, Lázárföld, Melence, Nagybecskerek, Orlód, Óécska, Perlasz, Rezsőháza, Tamáslaka, Tiszatarrós, Zsigmondfalva
- Magyar többségű települések: Magyarszentmihály, Lukácsfalva
- Román többségű település: Jankahíd
- Vegyes etnikai összetételű települések: Aradi (relatív szerb többségű), Nagyerzsébetlak (relatív szlovák többségű)

### Vallás
- ortodox (77,28%)
- római katolikus (12,01%)
- protestáns (2,13%)